# Lagunita
Lagunita är en före detta mayastad på Yucatánhalvön i Mexiko som utgjorde en stor del av Mayakulturens kärnområde. Ruinstaden ligger i dag djupt inne i den mexikanska djungeln. 
Lagunita, som var som störst någon gång mellan år 600 och år 1000, hade stora torg omgärdade av palatsliknande byggnader, det fanns även en bollplan, en nästan 20 meter hög pyramid och en spektakulär fasad med en entré i form av ett jordmonsters mun. Forskare har kartlagt mellan 10 och 12 hektar men staden var förmodligen större.  
Staden återupptäcktes 2013 av den slovenske arkeologen Ivan Sprajc och hans team, som efter upptäckten av Chactún fortsatte att utforska området med hjälp av luftfotografier och hittade ytterligare två städer: Lagunita och Tamchen.